# جعفر بن سليمان العباسي
سيِّد بني هاشِم أبُو القاسِم جَعْفَر بن سُليمان بن عَلِيُّ العبَّاسِيُّ الهاشِميُّ القُرشيُّ، أميرٌ عبَّاسِيّ، وسيَّد بَنِي هاشِم، وكان شريفًا وشُجاعًا. وهو من أوائل الأمراء العباسيين الذين شغلوا منصب الوُلاة في الخِلافة العبَّاسيَّة.

## نسبه
هو جعفر بن سُليَمان بن علي بن مُحَمد بن عَبدِ الله بن العَبَّاس بن عَبد المُطَّلِب بن هاشِم بن عَبد مَناف بن قُصي بن كِلاب بن مُرة بن كَعب بن لُؤي بن غالِب بن فَهر بن مالِك بن النَّضر بن كِنانة بن خُزَيمة بن مُدرِكة بن إلياس بن مَضَر بن نِزار بن مَعد بن عدنان.

## سيرة شخصية
كان جَعْفَر ابنًا للأمير العبَّاسي سُليمان بن علي، وهو ابن عم مُباشر للخليفتين العبَّاسيين الأوائل أبُو العبَّاس السفَّاح (حكم 750–754) أبُو جَعْفَر المَنْصُور (حكم 754–775).
توفي والده سليمان في البصرة في أكتوبر 759 عن عمر يناهز 59 عامًا، وخلف عدة أبناء منهم محمد وجعفر.
عينه ابن عمه الخليفة أبُو جَعْفَر المَنْصُور حاكمًا على المدينة المنورة عام 763 وعُزِلَ عام 766/77. وأعيد تعيينه سنة 780 من قبل الخليفة أبُو عبدِ الله المِهْدِي، ثم أقالهُ سنة 783.

## حياته الشخصية
ذكرت المصادر التَّاريخيَّة أن الأمير جعفر أنجب عددًا كبيرًا من الأبناء حتى وصل عددهُم نحو ثمانين ولدًا حتى وفاته، منهم 43 ذكرًا.
تولَّى عددًا من أبنائه حُكم الولايات العبَّاسيَّة، مثل ابنهِ أيُّوب الذي تولَّى اليمن في حياة أبيه، كما تولَّى ابنهُ عبد الرَّحيم حُكم اليمن في زمن الخليفة المُعْتَصِم بالله.

## ميراثه
ذُكر الأمير جعفر بن سُليمان لدى العديد من المُحدَّثين والرِّوائيين وقد مدحوا حُسن سيرته، ومنهم:
- الأصْمَعِيُّ: «ما رأيت أكرم أخلاقا، ولا أشرف أفعالا منه».
- عبدُ السَّميع بن عَلِي: «لا نعرف في بني هاشم أغبط منه، حصل له الشرف والإمرة والمال الجم، والأولاد الزهر والعبيد».
- شَمسُ الدِّين الذَّهَبِيُّ: «كان من نُبلاء المُلوك جودًا وبذلًا، وشجاعةً وعِلمًا، وجلالةً، وسؤدَدا».